# Érythrocyte de culture
L'érythrocyte de culture est une annonce du Professeur Douay qui concerne la production, par culture cellulaire à partir de cellules souches, d'érythrocytes transfusables. 

## Explications
Cet essai de validation de technique a été fait sur une très petite quantité (10 milliards d'érythrocytes soit à peine l'équivalent de 2 ml d'une transfusion classique) d'hématies transfusée chez le donneur des cellules souches. Il s'agit en quelque sorte d'une auto-transfusion qui a permis de prouver que les globules produits en culture avaient les mêmes qualités (enzymes, transport d'oxygène et de CO2, déformabilité, groupes sanguins) et la même durée de vie (marquage au Cr51) que les globules produits dans la moelle osseuse.
Il est clair que cette technique nécessite un développement industriel qui prendra quelques années, et ne pourra pas s'appliquer pour de la transfusion autologue ni en urgence, ni en cas d'atteinte des cellules souches (dysérythropoïèse, leucémies, aplasies…), ni en cas de cancers divers et variés. Elle ne commencera à s'appliquer que pour des groupes sanguins rarissimes (Bombay, Vel-, U-, RH46-…), ou des combinaisons rares de groupes, que l'on aura eu le temps de préparer, puis de conserver congelés, tout comme la conversion des groupes sanguins (non encore en service) appliquée à des globules rouges de donneurs. 
Dernier point qu'il ne faut pas oublier, c'est que cette technique est loin d'être opérationnelle et ne concerne que les érythrocytes. Les besoins des malades restent toujours aussi importants en ce qui concerne les globules rouges et le resteront encore très longtemps pour les plaquettes (ou thrombocytes), et de plus en plus pour le plasma et les médicaments dérivés du sang, immunoglobulines polyvalentes en particulier. Il est actuellement inenvisageable de pouvoir remplacer ces produits thérapeutiques indispensables issus des dons de sang.